# Norma Patricia Galeano
Norma Patricia Galeano (1971-Ibagué, 7 de septiembre de 1994) fue una estudiante colombiana de ciencias sociales en la Universidad del Tolima y miembro de la Juventud Comunista Colombiana, (JUCO). 

## Asesinato
Fue asesinada el 7 de septiembre de 1994 en el campus de la Universidad del Tolima, en Ibagué, durante una protesta estudiantil, aparentemente por efectivos del Ejército Nacional que dispararon contra la manifestación. Su nombre fue usado en la desmovilización de una falsa columna de las FARC-EP.

## Homenaje
En su memoria la JUCO instituyó la Orden que lleva su nombre para la militante más destacada, así mismo el edificio 32 de la Universidad del Tolima fue renombrado en su honor. Se han realizado múltiples homenajes y reconocimientos por los movimientos estudiantiles de las universidades públicas de Colombia. El asesinato de Norma aún sigue impune.
Una placa de homenaje fue instalada en el campus de la Universidad.